# Ronnie Potsdammer

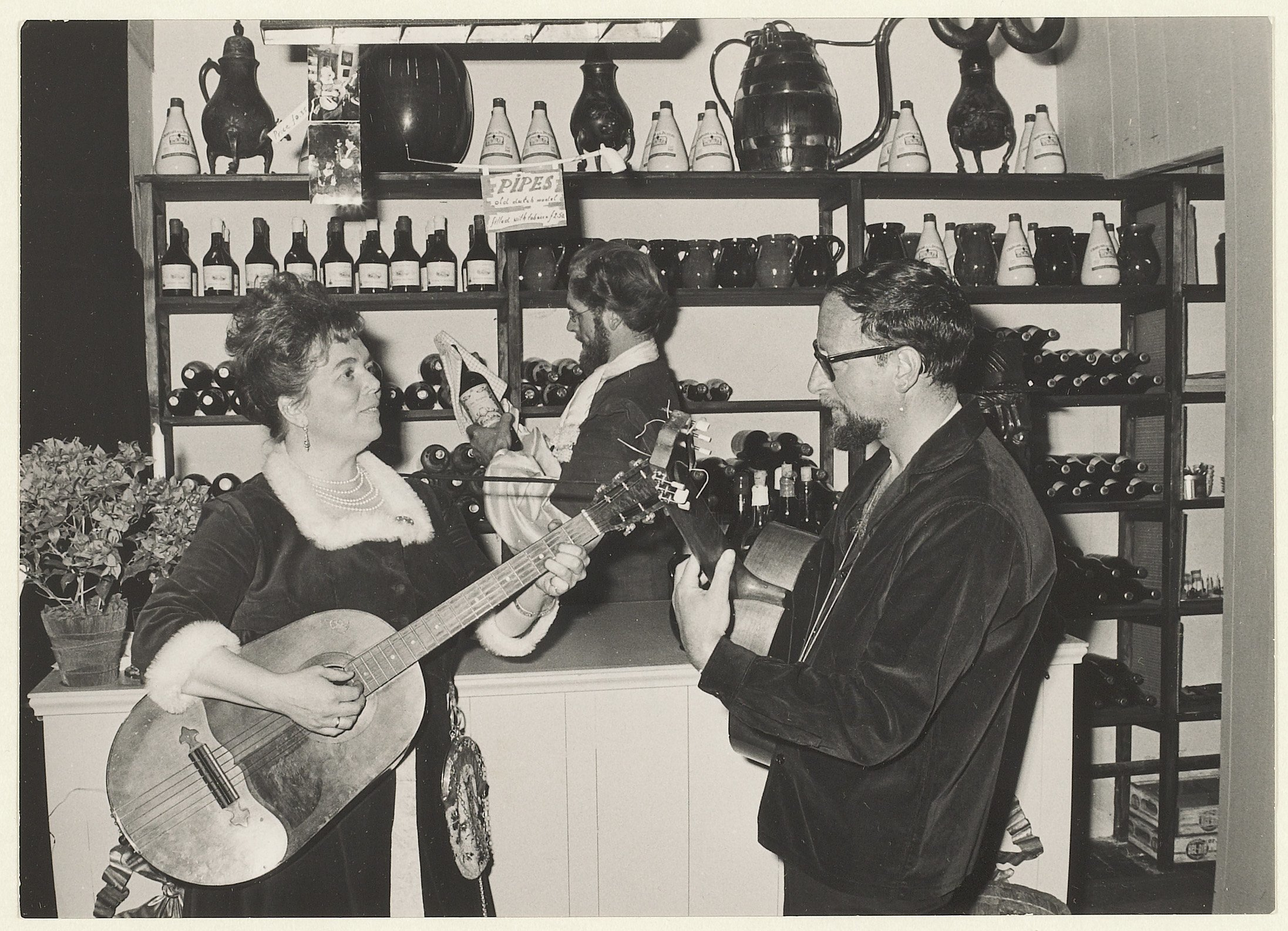
Cobi Schreijer en Ronnie Potsdammer in 1963

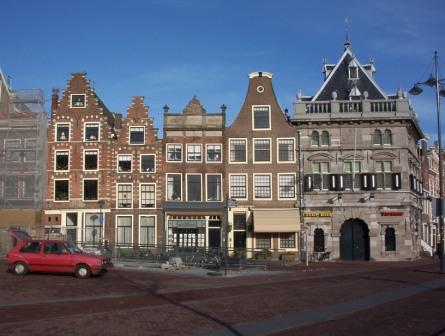
Rechts De Waag taveerne in Haarlem, waar Ronnie Potsdammer geregeld optrad

Ronnie Potsdammer (Hoogeveen, 25 augustus 1922 - Amsterdam, 15 mei 1994) was een Nederlandse cabaretier, schrijver, dichter en chansonnier.
Hij begeleidde zichzelf op de gitaar en zong aanvankelijk vooral chansons van zijn grote voorbeeld Georges Brassens, later ook in vertaling van vriend Ernst van Altena. Na de bevrijding van Frankrijk door de geallieerden in 1944, (Potsdammer zat gevangen in kamp "Natzweiler-Struthof" in de Elzas) trok hij langzaam richting Parijs, waar hij onder andere Juliette Gréco leerde kennen. Begin jaren zestig trad hij regelmatig op in de Haarlemse taveerne De Waag van Cobi Schreijer. Vanaf midden jaren zestig maakte hij actualiteiten- en muziekprogramma's voor de radio waarin naast het chanson ook de jazz een grote plaats in nam.
Ronnie Potsdammer was naast chansonnier ook kok. Hij heeft verscheidene kookboeken geschreven en was geruime tijd culinair journalist voor een aantal tijdschriften en verzorgde kookprogramma's op radio en televisie.
Hij was getrouwd met Irka Anstadt en heeft twee dochters en één zoon.